# داوید دیوپ
داوید دیوپ (فرانسوی: David Diop‎؛ زادهٔ ۲۴ فوریه ۱۹۶۶ رمان‌نویس، متخصص ادبیات قرن هجدهم، و دانشیار اهل فرانسه است.
داوید دیوپ در دانشگاه پو تدریس می‌کند. او برای نگارش کتاب برادر روحی (Frère d'âme) که به انگلیسی با عنوان متفاوت «همه خون‌ها در شب سیاه است» (At Night All Blood Is Black) ترجمه شده، در سال ۲۰۲۱ برندهٔ جایزه جهانی من بوکر شده‌است.